# Braux (Alpes-de-Haute-Provence)
Braux település Franciaországban, Alpes-de-Haute-Provence megyében. Lakosainak száma 134 fő (2022. január 1.). Braux Annot, Castellet-lès-Sausses, Le Fugeret és Saint-Benoît községekkel határos.

## Népesség
A település népességének változása:
| Lakosok száma | 206  | 160  | 133  | 128  | 122  | 122  | 125  | 127  | 127  | 134  |
|               | 1968 | 1982 | 1990 | 2006 | 2013 | 2015 | 2017 | 2019 | 2020 | 2022 |